# Clone Wars Volume 1: The Defense of Kamino and other tales
Clone Wars Volume 1: The Defense of Kamino and other tales es una historieta en formato recopilatorio basado en el Periodo de la Reforma de Ruusan, en el conflicto ficticio de Guerras Clon del universo Star Wars. Es el primer elemento de los nueve de la serie Clone Wars. Publicado el día 9 de julio de 2003, recogía las historias de los cómics Republic 49-50 y Jedi - Mace Windu.
En verano de 2006 Dark Horse Comics planeaba editarlo en español para América Latina, mientras que en España Planeta DeAgostini lo había publicado a finales de 2005 bajo el título de La Defensa de Kamino.

## Historia
Pocas semanas después de la batalla de Geonosis. El Maestro y la Maestra Jedi Quinlan Vos y Aayla Secura han obtenido una información muy importante: las instalaciones de creación de clones en Kamino están a punto de ser atacadas por los separatistas.
El Maestro Obi-Wan Kenobi y su aprendiz, Anakin Skywalker, son algunos de los más de una decena de Jedi que han ido a defender el planeta del inminente ataque separatista. Ante el superior ejército secesionista, aliado con algunos calamarianos, la única defensa posible son los ARC (Comando de çreconocimiento Avanzados).
Lo que ninguno de los combatientes de ninguno de los dos bandos se puede imaginar es que la información ha sido filtrada por los propios Sith para que la República Galáctica pueda defenderse y la guerra continué por más tiempo.